# Tjamaja
Tjamaja (en ruso: Тхамаха) es un selo del raión de Séverskaya del krai de Krasnodar, en Rusia. Está situado en el borde septentrional del Cáucaso, en la orilla derecha del Shebsh, afluente del Afips, de la cuenca del Kubán, 31 km al sureste de Séverskaya y 51 km al suroeste de Krasnodar. Tenía 278 habitantes en 2010.
Pertenece al municipio Shabanovskoye.